# Morro do Gavião

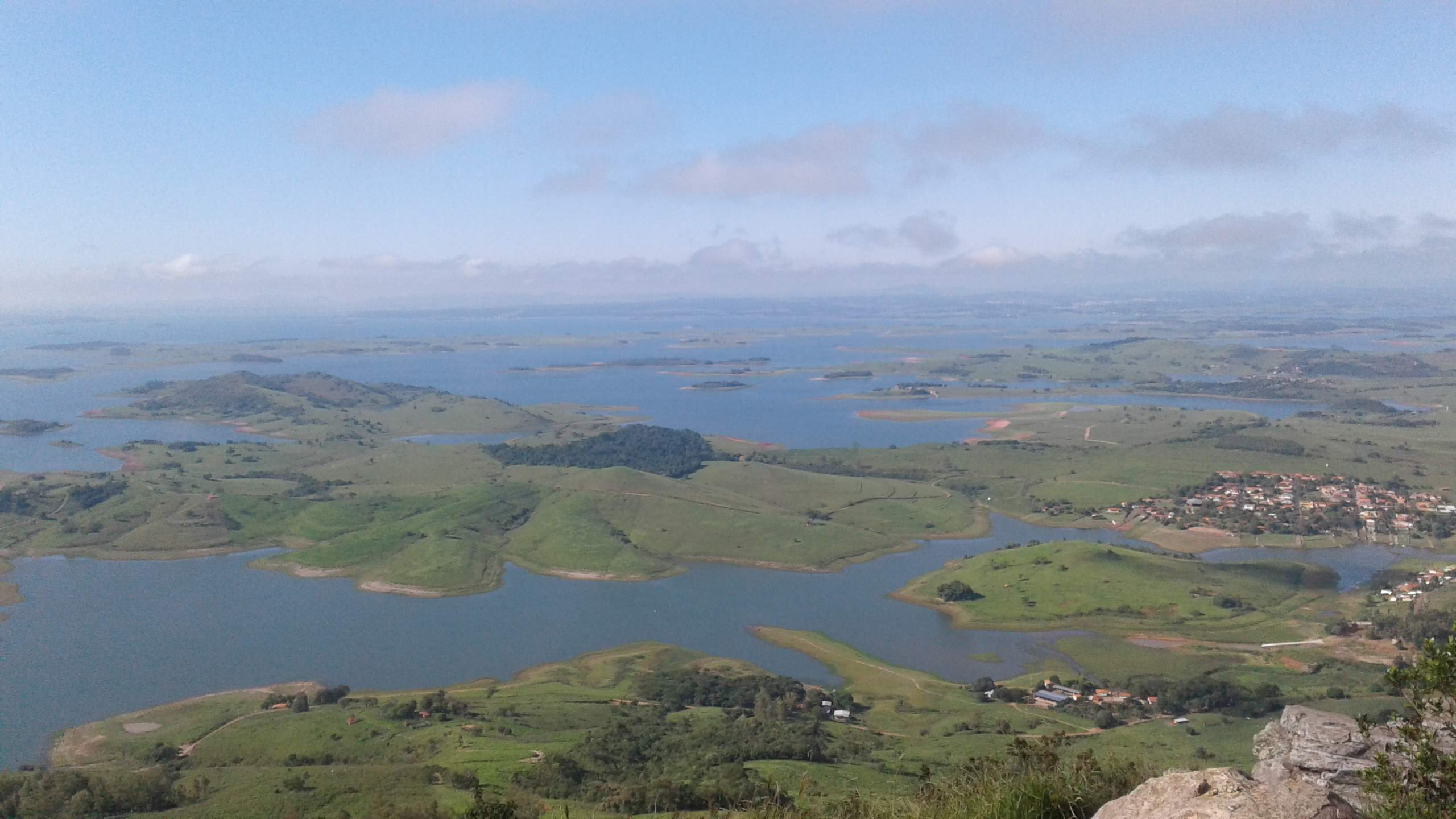

Morro do Gavião é uma formação rochosa localizada em uma propriedade particular no município de Ribeirão Claro, no norte do estado do Paraná, próximo ao estado de São Paulo.
O Morro do Gavião é uma imensa formação rochosa que se eleva a 850 metros acima do nível do mar e a 380 metros acima do nível da Represa de Chavantes (represa formada pela Usina Hidrelétrica de Chavantes), o que possibilita apreciar uma das mais belas paisagens do estado, tornando-o reconhecido como o principal ponto turístico da região.
Devido as belezas de sua paisagem o Morro recebe inúmeros visitantes, além de ser ponto ideal para a prática de esportes radicais como rapel, escalada e voo livre.

## Fatos históricos
Durante a Revolução Constitucionalista de 1932, o município de Ribeirão Claro recebeu inúmeras tropas vindas do Rio Grande do Sul em direção ao estado de São Paulo.
Devido à sua localização privilegiada, próximo as margens do Rio Itararé e possibilitando uma ampla visão dos arredores paulistas, o Morro do Gavião foi utilizado como um dos principais pontos de observação pelas tropas getulistas.

## Ligações externas

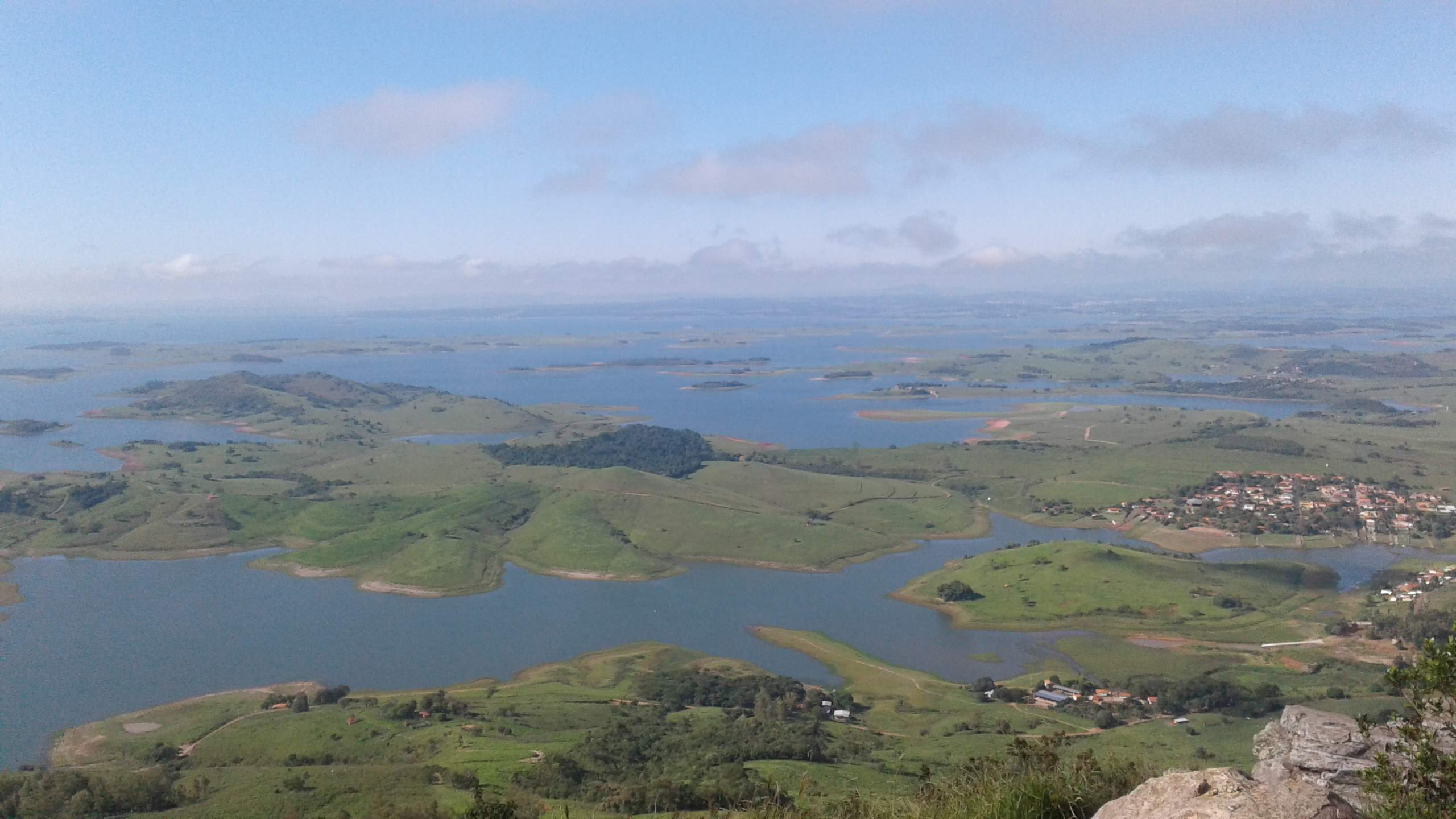